# Memories Off
Memories Off (メモリーズオフ Memoriizu Ofu) là một dòng visual novel game được phát hành bởi KID. Game đầu tiên trong sê-ri, gọi đơn giản là Memories Off, được phát hành vào năm 1999 trên PlayStation. Dòng Memories Off từng được ra mắt trên PC cũng như video và nhiều hệ máy cằm tay khác như PlayStation 2, Dreamcast, WonderSwan Color và PlayStation Portable. Một số kịch bản trong các game của sê-ri đã được chuyển thể thành OVA, tiểu thuyết hay manga.
Do KID bị phá sản vào năm 2006, công đoạn phát triển Memories Off #5: Encore đã bị hủy bỏ. Từ đó dánh dấu một khoảng thời gian ngắn tạm dừng dòng game này. Tuy nhiên, sau khi Cyberfront mua lại thương hiệu, việc phát triển của Memories Off #5: Encore được tiếp tục và cuối cùng ra mắt vào ngày 12 tháng 7 năm 2007. Vào ngày 30 tháng 11 năm 2007, bản quyền trò chơi đã được Cyberfront chuyển nhượng lại cho 5pb. Games và từ đó mọi bản phát hành sau này đều gắn nhãn công ty này.

## Các trò chơi
Phần đầu tiên của dòng game đã được ra mắt tại Nhật Bản vào ngày 30 tháng 9 năm 1999. Những phần sau đó liên kết với nhau dựa theo kết thúc của những mạch truyện cụ thể trong phần trước. Tính đến tháng 1 năm 2011, có 16 trò chơi trong dòng visual novel này. Con số này bao gồm tác phẩm chính cũng như các phần trước, phần sau và ngoại truyện.

### Tác phẩm chính
- Memories Off (PS: 1999, PC: 2000, DC: 2000, PS2: 2002, PSP: 2008, iPhone: 2009)
- Memories Off 2nd (PS: 2000, DC: 2001, PC: 2002, PSP: 2008, iPhone: 2010)
- You That Become A Memory ~Memories Off~ (想い出にかわる君 ～Memories Off～ Omoide Ni Kawaru Kimi ~Memories Off~?) (PS: 2002, DC: 2002, PC: 2004, PSP: 2008, iPhone: 2010)
- Memories Off ~And Then~ (Memories Off ～それから～ Memories Off ~Sorekara~?) (PS2: 2004, PC: 2004, PSP: 2008)
- Memories Off 5: Togireta Film (Memories Off #5 とぎれたフィルム Memories Off #5 Togireta Firumu?) (PS2: 2005)
- Memories Off 6: T-wave (PS2: 2008, PSP, 360: 2009, iPhone: 2010)
- Memories Off: Yubikiri no Kioku (360: 2010, PSP: 2011)

Phiên bản iPhone của Memories Off 6: T-Wave cũng được phát hành ở Mỹ.

### Phần trước, phần sau và ngoại truyện
- Memories Off Pure (NGP:2000) - Prequel to Memories Off
- Memories Off Festa (WSC:2001)
- Memories Off Duet (PS2:2003) - A compilation of Memories Off and Memories Off 2nd, includes additional prequel story Memories Off 2nd ～雪蛍～ ( Memories Off 2nd ～yukihotaru～?)
- Memories Off Mix (PS2:2003)
- Memories Off After Rain Vol. 1~3 (PS2:2005) - After stories to Memories Off and Memories Off 2nd.
- Memories Off ~And Then Again~ (Memories Off ～それから again～ Memories Off ~Sorekara again~?) (PS2:2006)
- Memories Off #5 encore (PS2:2007, PSP:2008)
- Your·Memories Off ~Girl's Style (PS2:2008, PSP: 2009) - Currently the only game in the series that is an otome game (targeted to female gamers)
- Memories Off 6: Next Relation (PS2: 2009, 360: 2009) - Sequel to Memories Off 6: T-Wave.

## Chuyển thể OVA
- Memories Off
- Memories Off 2nd
- Memories Off 3.5 To the Distant Memories (Memories Off 3.5 ～想い出の彼方へ～ Memories Off #3.5 Omoide no Kanata e?)
- Memories Off 3.5 The Moment of Wishing (Memories Off 3.5 ～祈りの届く刻～ Memories Off #3.5 Inori no Todoku Toki?)
- Memories Off #5 The Unfinished film THE ANIMATION (Memories Off #5 とぎれたフィルム THE ANIMATION Memories Off #5 Togireta Firum THE ANIMATION?)